# Fujiwara no Nariko
Fujiwara no Nariko, född 1117, död 1160, var en japansk kejsarinna, gift med kejsar Toba av Japan. Hon spelade en politisk roll under Hogenupproret 1156. 

## Biografi
Fujiwara no Nariko var dotter till Fujiwara no Nagazane och Minamoto no Masako. Hon blev gunstling till exkejsar Toba år 1134, och fick tre döttrar och en son med honom, däribland den framtida kejsar Konoe. År 1139 utnämnde Toba sin son med henne till tronföljare. År 1141 tvingade Toba sin son kejsar Sutoku att abdikera till förmån för sin son med Nariko, och hon blev därmed kejsarmoder. 
År 1142 tvingades Tobas kejsarinna Fujiwara no Tamako gå i kloster anklagad för att ha försökt förhäxa Nariko, och därefter fick hon titeln kejsarinna, vilket var en fristående titel som inte alltid gavs till kejsarens hustru. År 1148 adopterade hon sin kusin Fujiwara no Koremichis dotter (och regenten Fujiwara no Tadamichis adoptivdotter) Fujiwara no Shimeko, och denna blev tillsammans med Fujiwara no Tashi (besläktad med Tobas andra maka Tamako) hennes svärdotter år 1150. Nariko blev änka 1155. 